# Мінецьке
Мінецьке (рос. Минецкое) — присілок Бокситогорського району Ленінградської області Росії. Входить до складу Великодвірського сільського поселення.
Населення — 3 особи (2012 рік).